# Lygropia pogonodes
Lygropia pogonodes is een vlinder uit de familie van de grasmotten (Crambidae). De wetenschappelijke naam van deze soort is voor het eerst gepubliceerd in 1912 door George Francis Hampson.
De soort komt voor in Nigeria, Burundi, Tanzania en Zuid-Afrika.